# NGC 718
NGC 718 је спирална галаксија у сазвежђу Рибе која се налази на NGC листи објеката дубоког неба.
Деклинација објекта је + 4° 11' 44" а ректасцензија 1h 53m 13,0s. Привидна величина (магнитуда) објекта NGC 718 износи 11,7 а фотографска магнитуда 12,6. Налази се на удаљености од 21,4000 милиона парсека од Сунца. NGC 718 је још познат и под ознакама UGC 1356, MCG 1-5-41, CGCG 412-39, KARA 68, IRAS 01506+0357, PGC 6993.